# 664 до н. е.

## Події
- Закінчився Третій перехідний період в історії Стародавнього Єгипту.